# Calvin Sieb
Calvin Robert Sieb était un violoniste et pédagogue américain puis canadien (Newark, 30 mai 1925 — Québec, 21 mai 2007).

## Biographie

### Les années de formation
Calvin Sieb commence à étudier le violon à 6 ans dans sa ville natale. Il continue au New York College of Music, dès 1938, puis à la Juilliard School (1945-1948), et à la Chatham Square School (1949-1950) avec Emmanuel Vardi.
En 1950 et 1951, il vit en France, où il suit les cours de composition et d'esthétique musicale de Nadia Boulanger au Conservatoire américain de Fontainebleau, puis il travaille le violon avec Jacques Thibaud à Paris. Il est en 1951 lauréat du Concours international Marguerite Long-Jacques Thibaud.

### Premiers postes et carrière en Amérique du Nord
En 1951, il rentre à New York où il rencontre Wilfrid Pelletier qui lui offre un poste de professeur au Conservatoire de musique du Québec, où Sieb enseigne de 1951 à 1979. Jusqu'en 1953, il est en même temps, chef d'orchestre adjoint à l'Orchestre symphonique de Québec. Il est violon solo à l'orchestre des « Petites symphonies » de la Société Radio-Canada (SRC), de 1954 à 1958, et à l'Orchestre symphonique de Montréal de 1960 à 1979. Il participe avec le SRC à de nombreuses émissions de radio et de télévision. Il enregistre en 1956 le Quintette no 1 de Rodolphe Mathieu. Il participe en soliste au festival de Stratford, en 1959, et au Festival Pablo Casals à Porto Rico de 1964 à 1967.

### Carrière internationale
Calvin Sieb est répétiteur de la section des cordes de l'Orchestre mondial des Jeunesses musicales en Allemagne, Belgique et Angleterre, en 1972, 1975 et 1978 respectivement. Il est membre du jury au Concours international Enesco à Bucarest  en 1970 et membre du Comité consultatif musical du Concours international de Montréal entre 1966 et 1979. Il devient en 1979 violon solo de l'Orchestre du Capitole de Toulouse. Il s'établit alors, rue du Jasmin à l'Union, petite ville de la banlieue toulousaine.

### Les dernières années
Sieb revient au Canada., où il se consacre à la transmission de la musique: professeur de violon à l'Université d'Ottawa, il est également  conseiller artistique et pédagogique de l'Orchestre des jeunes du Québec. Il quitte l'université en 2001 et enseigne alors le violon, l'alto et la musique de chambre au Conservatoire de musique de Gatineau, à Québec. 
Sieb est également l'inventeur, pour le violon, d'une sourdine et d'un coussin de repos du menton.

## Distinctions
En 1990, il est investi en France chevalier de l'Ordre des Arts et des Lettres.